# Marvin Park
Marvin Olawale Akinlabi Park (nascut el 3 de juliol de 2000), conegut com a Marvin Park o simplement Marvin, és un futbolista professional mallorquí que juga com a lateral dret al club de la Lliga UD Las Palmas.

## Carrera de club

### Reial Madrid
Nascut a Palma, Illes Balears, Marvin va fer els seus primers anys de carrera a l'Sporting Ciutat de Palma (dos períodes), el club anglès Tranmere Rovers FC, on va estar tres anys, i de tornada a Espanya amb l'SD La Salle i l'AD Penya Arrabal abans de fitxar per La Fábrica del Reial Madrid el 2016. Va fer el seu debut com a sènior amb el filial el 25 d'agost de 2019, entrant com a substitut de Miguel Baeza a la segona part en un empat 1-1 de Segona Divisió B fora de casa contra el Las Rozas CF.
Marvin va marcar el seu primer gol com a sènior el 26 d'octubre de 2019, marcant el primer gol en una derrota a casa per 1-2 contra el Racing de Ferrol. Va acabar la seva primera campanya sènior amb tres gols en 26 aparicions, en una temporada que es va veure retallada per la pandèmia de la COVID-19, alhora que va ajudar els sub-20 a guanyar la Lliga Juvenil de la UEFA.
Marvin va debutar amb el seu primer equip i la primera divisió el 20 de setembre de 2020, substituint Rodrygo en un empat 0-0 fora de casa contra la Reial Societat.

#### Cessions a Las Palmas
L'agost de 2022, Marvin va ser cedit a la UD Las Palmas a Segona Divisió. Va marcar el seu primer gol com a professional el 22 d'agost, marcant el quart del seu equip en un gol per 4-0 contra el Màlaga CF, i va participar en 24 partits durant la campanya quan el club va assolir l'ascens al primer nivell.
El 18 d'agost de 2023, Marvin va tornar a Las Palmas cedit durant tota la temporada 2023-24 amb l'opció de fer el moviment permanent.

## Carrera internacional
Marvin va néixer a Espanya de pare nigerià i mare sud-coreana. Va representar a Espanya sub-19 una vegada en una derrota amistosa per 3-0 contra  Itàlia sub-19 el 16 de gener de 2019.

## Palmarès
Reial Madrid (juvenil)
- Lliga Juvenil de la UEFA: 2019–20[5]